# Classic Army
Classic Army (Yick Fung International) est une marque d'airsoft Hong-kongaise. Elle produit essentiellement des répliques d'armes destinées au loisir, mais aussi des accessoires divers pour toutes les répliques compatibles Tokyo Marui. À ses débuts, Classic Army produisait déjà des répliques entièrement en métal, mais elles étaient très peu fiables, et d'une qualité de fabrication douteuse[réf. nécessaire], c'est pourquoi elle a encore parfois mauvaise réputation. À présent, elle s'est largement améliorée et ses répliques sont largement vendues sur le marché. Les pièces sont renforcées et la fiabilité s'est accrue, même s'il reste encore quelques pièces perfectibles.

D'origine, la plupart des répliques Classic Army sont capables de tirer des billes de 0,20 gramme à 330 ft/s (100 m/s) ou 1 joule.
Ils ont l'avantage d'avoir un prix relativement bas, contrairement à ce que coûterait une réplique Tokyo Marui upgradée à cette puissance et doté d'un corps métal.

## Automatic Electric Guns (AEG)
Puisqu'elle n'a pas de licences Colt, Heckler & Koch, Knight's Armament Co. (KAC) ou Fabrique nationale (FN), Classic Army a dû se contenter de l'obtenir auprès d'autres fabricants d'armes, produisant eux-mêmes diverses armes sous licence.

### Armalite
- Armalite M15A1 - sortie avril 2007
- Armalite M15 XM177E2 - sortie avril 2007
- Armalite M15A2 Rifle
- Armalite M15A2 Carbine
- Armalite M15A2 Tactical Carbine
- Armalite M15A4 Rifle
- Armalite M15A4 Carbine
- Armalite M15A4 Tactical Carbine
- Armalite M15A4 RIS
- Armalite M15A4 RIS - sortie avril 2007
- Armalite M15A4 SPR
- Armalite M15A4 SPC
- Armalite M15A4 CQB
- Armalite M15A4 CQB Compact
- Armalite M15A4 CQB Compact SEAL
- Colt M16A3 - ancien modèle, n'est plus en production
- Colt M4A1 - ancien modèle, n'est plus en production

### Heckler & Koch
- B&T MP5A2 - existe avec garde main tactique
- B&T MP5A3 - existe avec garde main tactique
- B&T MP5A4 - existe avec garde main tactique
- B&T MP5A5 - existe avec garde main tactique
- B&T MP5SD2
- B&T MP5SD3
- B&T MP5SD5
- B&T MP5SD6
- CA33E - HK33E
- CA36C - H&K G36C
- CA36K - H&K G36K
- CA36E - H&K G36
- SAR Offizier M41FS - HK91
- SAR Taktik Rifle II - H&K G3-SG/1
- H&K 416 - AEG avec une culasse mobile - sortie mars 2009

### Kalashnikov
- Arsenal SLR-105 A1 - AK103
- Arsenal SLR-105 A1 - version avec crosse, garde main et poignée en bois

### Steyr Mannlicher
- Steyr AUG A1
- Steyr AUG A2

### Fabrique nationale
- CA249 - M249 Minimi
- CA249P - M249 Minimi Para
- CA90
- CA 90 TR

## Spring
Classic Army produit aussi deux variantes du fusil américain M24 et un M15A4 avec mécanisme manuel.
- M24 SOCOM Sniper - version civile
- M24 SOCOM Sniper - version militaire, canon fluté

- M15A4 Carbine